# 五條新宮道路
五條新宮道路（ごじょうしんぐうどうろ）は、和歌山県新宮市から奈良県五條市を南北に結ぶ延長約130 kmの地域高規格道路（国道168号）である。
1994年（平成6年）12月16日、計画路線に指定された。

## 概要
五條新宮道路は、「近畿自動車道紀勢線および京奈和自動車道と一体となって、紀伊半島の骨格を形成する地域高規格道路」との位置づけがなされている。
国道168号は五條市南部の旧西吉野村・旧大塔村地域や十津川村、田辺市東部の旧本宮町にとっては南北を縦貫する唯一の幹線道路であり、救急医療が必要な時や大規模災害時の緊急輸送道路としての役割も担っている。
奈良県南部や和歌山県南部の熊野川（十津川、天ノ川）に沿った急峻な山地を南北に縦断するため、現在に至るまで国道168号現道の道路状況は脆弱（線形不良、幅員狭小、異常気象時通行規制がある未改良区間が多く残る状況）であり、自然災害等による土砂崩れ・地すべり・水害などで幾度も道路寸断・路面崩壊の被害にあっており、ひとたび交通が寸断されてしまうと外部から孤立してしまったり、大きく迂回せざるを得ず、沿道地域の生活や経済に大きな影響を及ぼしてきた。こうした通行困難を解消して災害に強い信頼性の高い交通路を確保するとともに、紀伊半島の沿岸部・内陸部の交流の促進、五條・吉野地域の活性化および観光・林業の振興支援を目的として計画、建設されている。なお、本項では、いわゆる「地域高規格道路」名目で事業化された区間以外の主な「現道改良」事業区間についても記載する。
- 起点：和歌山県新宮市神倉3丁目（橋本交点）[2]
- 終点：奈良県五條市釜窪町（五條インターチェンジ前交点）[2]
- 全長：約130 km [2]
- 規格：第3種第2級（一部に第3級区間あり）
- 設計速度：60 km/h
- 車線：両側2車線

## 沿革
- 1988年（昭和63年）度：熊野川本宮道路の事業に着手する。
- 1995年（平成07年）8月：十津川道路、七色高架橋が整備区間に指定される。
- 1996年（平成08年）：七色高架橋を着工する。
- 1998年（平成10年）：宇井バイパスの全線について供用を開始する。
- 1998年（平成10年）：上野地トンネルの供用を開始する。
- 1999年（平成11年）：辻堂バイパスを着工する。
- 2002年（平成14年）：十津川道路（平谷 - 小原）を着工する。
- 2004年（平成16年）：辻堂バイパス予定区間のふれあいトンネル東側で大規模地すべりが発生する。
- 2005年（平成17年）度：川津道路が事業化される。
- 2005年（平成17年）3月19日：十津川道路七色工区 (1.73 km)、本宮道路 (1.0 km) の供用を開始する。
- 2006年（平成18年）3月25日：熊野川本宮道路の全線について供用を開始する。
- 2007年（平成19年）3月15日：宇宮原バイパスの全線について供用を開始する。
- 2008年（平成20年）3月18日：辻堂バイパスの宇井地区の区間について供用を開始する（地すべり区間が復旧）。
- 2008年（平成20年）11月：越路道路の桧杖工区 (0.9 km) について供用を開始する。
- 2009年（平成21年）2月28日：越路道路の越路工区 (1.0 km) が開通し、全線の供用を開始する。
- 2010年（平成22年）3月09日：川津道路の丸瀬トンネル (616 m) を含む、吉野郡十津川村川津と同村高津 (730 m) の供用を開始する[3]。
- 2011年（平成23年）9月19日：十津川道路 (6.0 km) のうち、十津川村折立から同村小原区間 (4.3 km) の供用を開始する。
- 2011年（平成23年）9月22日：辻堂バイパスのうち、夢翔大橋の供用を開始する。
- 2012年（平成24年）4月24日：日足道路 (2.0 km) のうち、田長トンネル付近の681 mについて供用を開始する。
- 2013年（平成25年）3月31日：本宮道路の残存区間（大居 - 切畑、2.7 km）が開通し、全線の供用を開始する。
- 2014年（平成26年）3月22日：日足道路の残存区間（三津ノ高架橋）が開通し、全線の供用を開始する。
- 2016年（平成28年）3月12日：川津道路の残存区間（国王トンネルと河津大橋）が開通し、全線の供用を開始する[4]。
- 2016年（平成28年）3月12日：辻堂バイパスの閉君トンネルが開通[5]。
- 2016年（平成28年）3月26日：辻堂バイパスの天ノ川大橋や新猿谷トンネルを含む北側の区間（延長2.1 km）が開通。
- 2018年（平成30年）3月18日：辻堂バイパスの残存区間（堂平大橋を含む区間、約1.1 km）が開通し、全線の供用を開始[6]。
- 2019年（令和元年）9月16日：十津川道路 (6.0 km) のうち、十津川村平谷から同村折立区間 (1.7 km) の供用を開始[7]。
- 2024年（令和6年）3月23日：阪本工区（延長1.4 km）が開通[8]。

## 事業区間

### 越路道路
越路道路（こしじどうろ）は、和歌山県新宮市五新から同市相賀に至る、国道168号バイパスである。
2009年（平成21年）2月全線供用開始。
新越路トンネル (461 m) および南桧杖橋 (272 m) を含む。
- 起点：和歌山県新宮市五新
- 終点：和歌山県新宮市相賀
- 延長：1.9 km（整備区間延長5.3 km）
- 幅員：10.5 m

### 日足道路
日足道路（ひたりどうろ）は、和歌山県新宮市熊野川町田長から同市熊野川町日足に至る、国道168号および国道169号線バイパスである。
同区間の現道は、異常気象時における事前通行規制区間であるほか、神丸交差点付近の道路線形不良や三津野橋前後の大型車の離合ができない狭隘区間があることなどから改良が企図され、1994年（平成6年）に路線指定、2006年から事業開始された。このうち、2009年（平成21年）に事業開始された田長トンネル (350 m) を含む681 mの区間については2012年（平成24年）4月24日から下り車線のみ、同年5月18日から上り車線が供用開始。上下線で供用開始日が相違する理由として、現道に平成23年台風第12号の影響で通行規制（片側交互通行）がなされていた区間を含むことから、これを早期に解消するためとしているほか、現道との合流点における残工事があるためと報じられた。
2014年（平成26年）3月22日に残っていた三津ノ高架橋の区間が開通し、同日午後5時より全線の供用を開始した。
- 起点：和歌山県新宮市熊野川町田長
- 終点：和歌山県新宮市熊野川町日足
- 延長：2.0 km
- 幅員：8.5 m
- 車線：2車線

主な構築物
- 田長トンネル (350 m)
- 三津ノ高架橋 (1052 m) - 橋脚36本の桁橋からなる連続高架橋。

### 熊野川本宮道路
熊野川本宮道路（くまのがわほんぐうどうろ）は、和歌山県新宮市熊野川町東敷屋から田辺市本宮町大津荷に至る、国道168号バイパスである。
2006年（平成18年）3月全線供用開始。
区間のほとんどが東敷屋トンネル (1,380 m) と、二ツ石トンネル (798 m) の2つのトンネルで構成される。
- 起点：和歌山県新宮市熊野川町東敷屋
- 終点：和歌山県田辺市本宮町大津荷
- 全長：2.8 km
- 車線：2車線

### 本宮道路
本宮道路（ほんぐうどうろ）は、和歌山県田辺市本宮町大居から同市土河屋に至る、国道168号バイパスである。
2005年（平成17年）3月19日に北側の一部区間・土河屋トンネル部分の約1.0 kmが暫定供用開始されており、同じく高規格道路である十津川道路の七色高架橋と接続している。但し、土河屋トンネルの内壁コンクリートに複数の亀裂が見つかったため、2012年（平成24年）7月18日から通行止めとなった。
2013年（平成25年）3月31日に南側の残りの区間が供用開始された。
土河屋トンネルは奈良県側出入口付近の内壁を中心に補修工事が行われ、2014年（平成26年）12月1日付で通行止めが解除となった。
- 起点：和歌山県田辺市本宮町大居
- 終点：和歌山県田辺市本宮町土河屋
- 全長：3.7 km
- 道路幅：10.5 m
- 車線：2車線

主な構築物
- 九鬼トンネル (624 m)
- 切畑第一大橋 (371 m)
- 切畑トンネル (927 m)
- 切畑第二大橋 (302 m)
- 土河屋トンネル (970 m)

### 七色高架橋

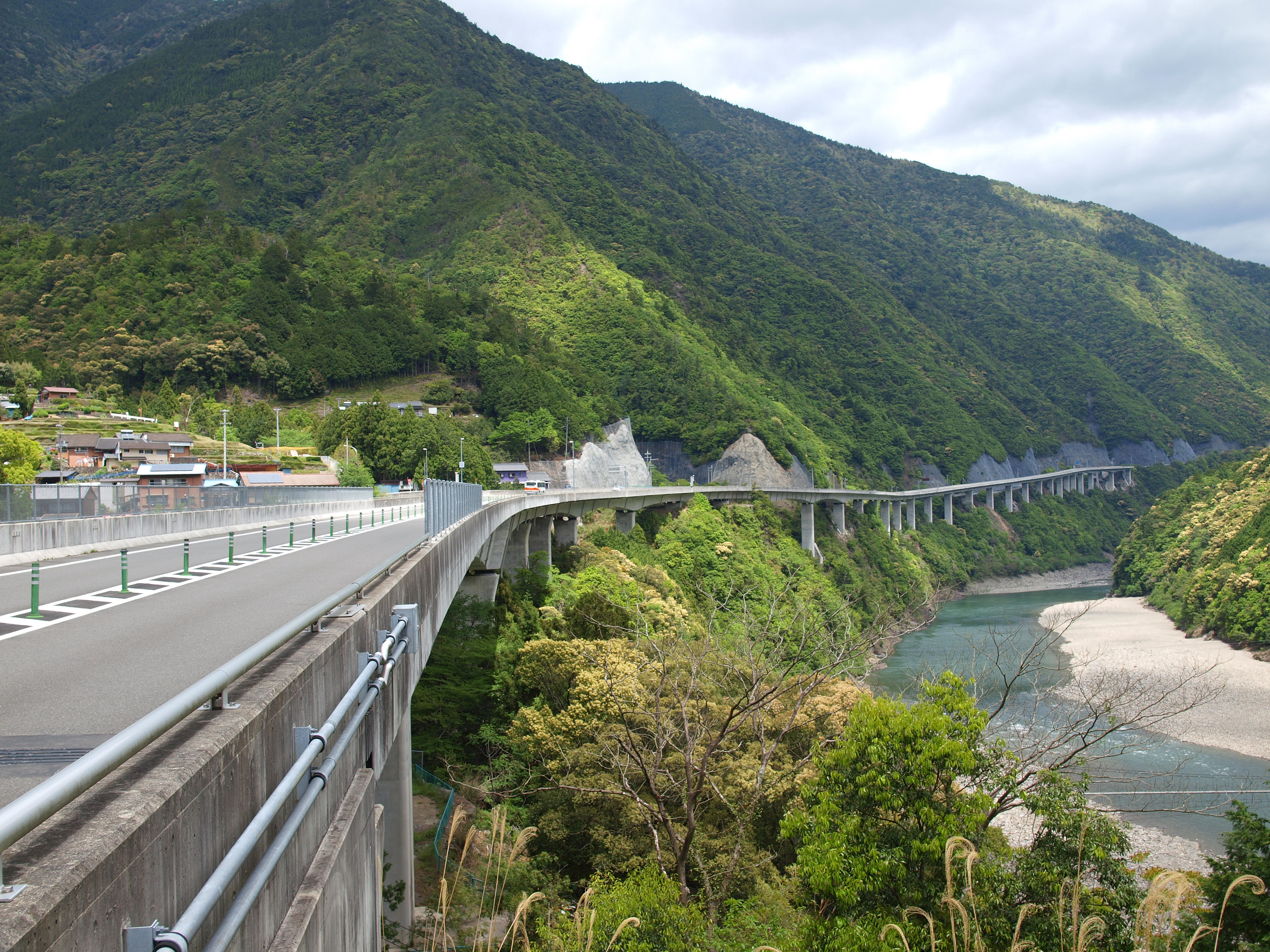
七色高架橋

七色高架橋（なないろこうかきょう）は、奈良県吉野郡十津川村にて事業中の、国道168号バイパスである。
五條新宮道路のうち「十津川道路」（十津川村七色〜小原間）の一部として計画され、事業区間としては「七色工区」ともいう。奈良県五條土木事務所管轄の補助事業区間であり、起点（南端）で本宮道路（和歌山県事業区間）と接続する。
日本最大規模の山岳部連続高架橋であり、現時点の全長約1.7 kmのほとんどが7つの連続した多径間連続PC箱桁橋からなる連続高架橋となっている。さらに北へ延長できる構造となっており現状は7号橋終点（二津野ランプ）で現道部分に仮接続されている。五條寄りの3橋は2012年（平成24年）時点は未着工で、完成すると橋長2,346メートルとなる予定。

#### 歴史・工事
七色高架橋に平行する、切り立った山肌にしがみつくように曲がりくねって通る旧道部分の歴史は国道168号線としても比較的浅く、十津川村七色地区を含む、本宮町切畑（八木尾）〜十津川村平谷間は最後まで開通が遅れていた区間で、1959年（昭和34年）8月に二津野ダムの工事を行うための資材搬入路として開通した。そのため旧道としては道幅が広く、当初から2車線道路として開通している。
来る東南海・南海地震に備えた緊急輸送道路としての側面を持つ、紀伊半島を縦断する高規格道路の早期改良整備が叫ばれ、五條新宮道路のうち、1995年（平成7年）8月に七色高架橋を含む十津川道路が整備区間に指定された。
計画にあたって、1996年（平成8年）に「十津川道路景観検討委員会」（委員長：堀繁東京大学教授）が設置され、自然との調和と施工時の自然環境への影響を最小限にとどめることを主眼に置き、さらに耐震機能、安全性などの検証が行われた。
材料面では橋脚に高強度コンクリート（SD490、σck=400 N/mm2）を採用することにより断面を縮小、施工面では超大型移動支保工を採用し、斜面上に支保工の設置を避けることで地形改変の規模を最小限とし、同時に建設コストの削減、耐震性向上をはかった。
橋脚位置や支間長は、谷部を避け、橋脚高さを低く、工法の連続性・支間割バランス・剛比バランスを考慮してパターンを比較検討した結果、50 mの等支間割案を基本とした。
急斜面上での施工となるため、橋下空間を活用した支保工やケーブルクレーン等の設置が困難であり、資材搬入経路は現道を利用するしか方法が無く、資材や機材の規模が限定されるため、空中架設可能な工法が検討され、1 - 3号橋、7号橋の施工は移動作業車を用いた片持張出し架設工法、4 - 6号橋の施工は当時の日本国内としては最大規模の大型移動支保工架設工法が採用された。
2003年度土木学会関西支部技術賞 奨励賞、2005年度土木学会田中賞を受賞。

#### 主要諸元
- 起点：奈良県吉野郡十津川村七色・和歌山県田辺市本宮町土河屋 県境 （本宮道路・土河屋トンネルと接続）
- 終点：奈良県吉野郡十津川村七色
- 全長：暫定1.73 km（うち七色高架橋：1,669 m、完成時橋長2,346 m）
- 道路幅員：10.6 m
- 車線幅員：3.5 m
- 車線：2車線
- 施工業者
  - 計画・設計
    - 1号橋：長大
    - 2号橋：オリエンタルコンサルタンツ
    - 3号橋：阪神コンサルタンツ
    - 4 - 6号橋：日本工営、長大
    - 7号橋：大日本コンサルタント

  - 施工
    - 1号橋：三井住友建設、錢高組、ピーシー橋梁による共同企業体 (JV)
    - 2号橋：錢高組、鴻池組によるJV
    - 3号橋：錢高組、住友建設によるJV
    - 4 - 6号橋：大成建設、前田建設、鉄建建設、錢高組によるJV
    - 7号橋　： 住友建設、鉄建建設によるJV
- 架橋構造・支間割
  - 1号橋：3径間連続箱桁橋 54.0 m + 93.0 m + 67.0 m
  - 2号橋：5径間連続箱桁橋 40.0 m + 40.0 m + 70.0 m + 50.0 m + 50.0 m
  - 3号橋：4径間連続箱桁橋 50.0 m + 70.0 m + 60.0 m + 50.0 m
  - 4 - 6号橋：5+5+6径間連続箱桁橋 5×50.0 m + 5×50.0 m + 6×50.0 m
  - 7号橋：3径間連続箱桁橋 50.0 m + 75.0 m + 50.0 m
- 着工・竣工年月
  - 1号橋：2003年3月 - 2005年2月
  - 2号橋：2001年3月 - 2003年3月
  - 3号橋：2000年3月 - 2002年3月
  - 4 - 6号橋：2002年3月 - 2004年12月
  - 7号橋：2001年3月 - 2003年10月

2005年（平成17年）3月19日、部分供用を開始。

### 十津川道路
十津川道路（とつかわどうろ）は、奈良県吉野郡十津川村の国道168号（一部は国道425号と重複）のバイパス道路である。
広義としての十津川道路は、七色高架橋を含む 十津川村七色 - 小原間の区間であるが、狭義としては十津川村役場付近（小原地区）から十津川村中心部（平谷地区・十津川温泉）の約6 kmの区間を指し、全区間が国土交通省の直轄事業区間である。該当区間の通行困難の解消を目的としており、2011年（平成23年）9月19日に十津川村折立から同村小原の北側の区間 (4.3 km) が部分開通、残りの十津川村平谷から同村折立の区間 (1.7 km) は2019年（令和元年）9月16日に開通した。
整備前の国道現道は狭隘区間が連続し、移動性や安全性に支障をきたしていた事から、それら諸問題を解決するために計画されたのが当該道路である。当初は道路幅員10.5mで計画されたが、コスト縮減等の観点から同8.5mに変更されている。
- 起点：奈良県吉野郡十津川村平谷
- 終点：奈良県吉野郡十津川村小原
- 全長：6.0 km
- 道路幅員：8.5 m
- 車線幅員：3.5 m
- 車線：2車線

主な構築物
- 十津川温泉北トンネル[7]
- 今戸高架橋
- 今戸トンネル (1,858 m)
- 滝高架橋、滝出入口・芦廼瀬川ループ橋（国道425号との接続部）
- 大津呂トンネル (1,617 m)

### 川津道路
川津道路（かわつどうろ）は、奈良県吉野郡十津川村川津から同 上野地に至る、国道168号バイパスである。
2010年（平成22年）に丸瀬トンネル・高津小橋を含む南側（新宮寄り）約1 kmの供用を開始。高津小橋以北、高津トンネル手前までの南側区間も同時期に拡幅等により整備されている。2015年（平成27年）に高津トンネルの供用を開始。高津トンネル以北の残り区間も2016年（平成28年）3月12日に開通した。
- 起点：奈良県吉野郡十津川村川津
- 終点：奈良県吉野郡十津川村上野地
- 全長：3.2 km
- 道路幅員：8.5 m
- 車線幅員：3.5 m
- 車線：2車線

### 宇宮原バイパス

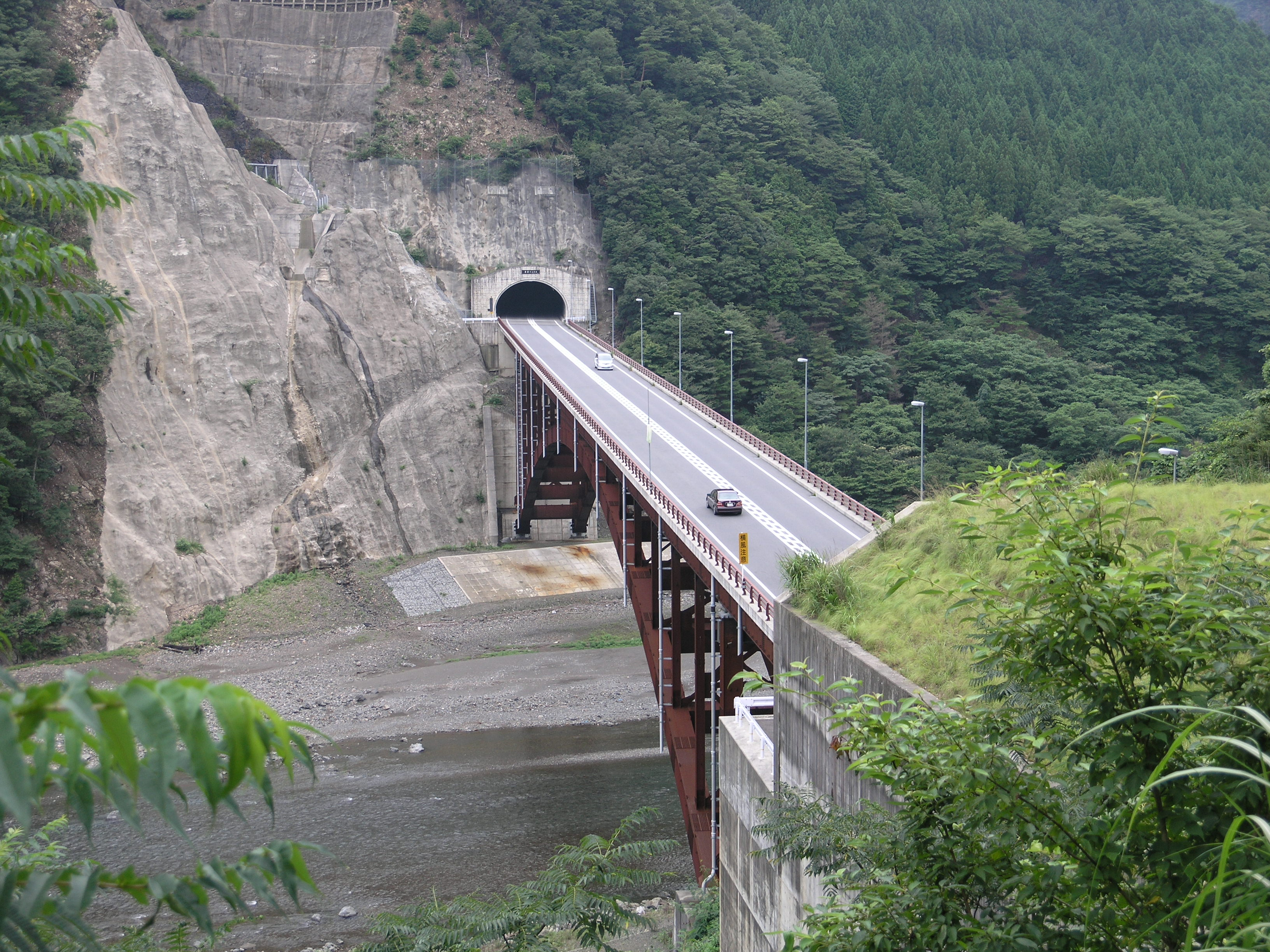
十津川対岸の岩原トンネルと田長瀬橋（旧道から撮影）

宇宮原バイパス（うぐはらバイパス）は、奈良県吉野郡十津川村旭から同村長殿に至る、国道168号バイパスである。2007年（平成19年）3月全線供用開始。
1.8 kmの区間は新旭橋、田長瀬トンネル、田長瀬橋、岩原トンネルと小休場橋の3橋2トンネルで占め、旧道に比べて約600 m短縮されている。なお、旧道区間は平成23年台風第12号の影響による土砂崩れで複数箇所が路面崩壊した。
- 起点：奈良県吉野郡十津川村旭
- 終点：奈良県吉野郡十津川村長殿
- 全長：1.8 km
- 車線：2車線

### 辻堂バイパス
辻堂バイパス（つじどうバイパス）は、奈良県五條市大塔町宇井から同市大塔町小代に至る、国道168号バイパスである。
大塔町辻堂の集落内が急勾配かつ狭隘路であり、拡張が不可能であるため、集落付近を対岸側へバイパスして改善することとなった。天ノ川を斜めにカーブしながら越える、3径間連続エクストラドーズド橋「夢翔（ゆめかけ）大橋」（十津川寄りの2径間桁橋を含めた延長384m）がメインの構築物であり、2010年
（平成22年）3月に架橋工事がほぼ終了した。猿谷隧道をバイパスする「新猿谷トンネル（仮称）」など猿谷ダム近辺の工事は2010年（平成22年）に開始された。
2004年（平成14年）8月10日、吉野郡大塔村（現：五條市大塔町）宇井地区の大塔中・小学校東側付近で大規模な地すべりが発生し、国道168号は現場一帯の約3.0 kmが不通となっていたが、前述の宇井バイパスを延長する形で地すべり部分に新宇井橋が架けられて復旧、2008年（平成20年）3月18日に辻堂バイパスが部分開通（約200 m）した。

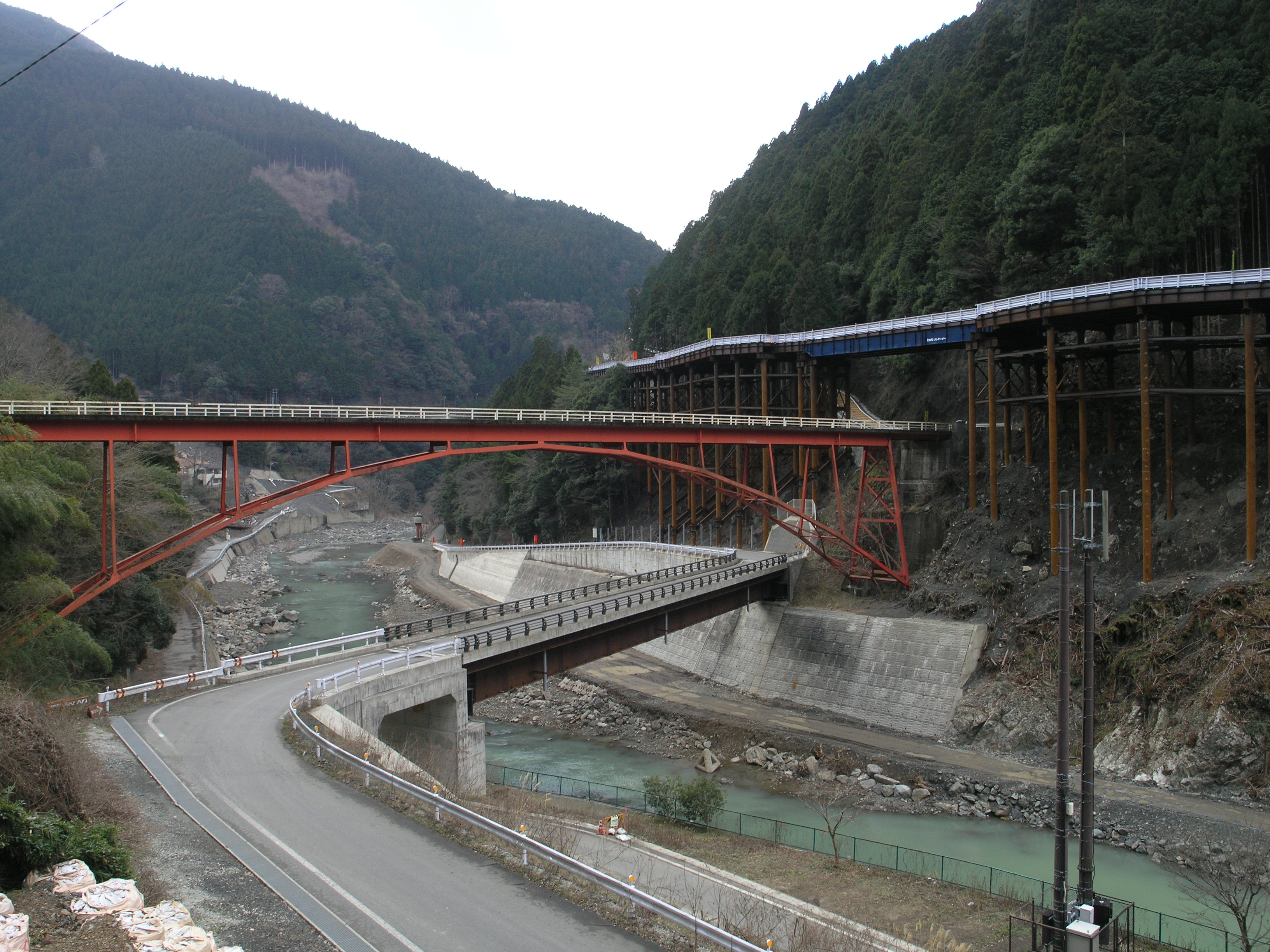
工事用桟橋を活用した仮設橋（上段）
一時的に迂回路となった市道の堂平橋（中段）
県道高野辻堂線の仙水橋（下段）
（2012年3月撮影）

辻堂集落内において台風12号の影響で発生した地すべりのため国道168号が寸断され、2011年（平成23年）9月3日から通行止めとなったが、堂平地区を通る市道と、夢翔大橋の北側を接続する長さ168 mの仮設道路を設置し、9月22日から緊急車両の通行が開始（夢翔大橋の供用開始）され、同年10月末からは大型車以外の一般車両の通行も可能となった。しかし、仮設道路と接続する市道が急勾配かつ狭隘路であり大型車が通行困難であったことから、バイパス工事用桟橋を活用して仮設橋 (467.7 m) を設置したほか、夢翔大橋と辻堂新橋間の仮設道路を付け替えたことにより、2012年（平成24年）2月27日から大型車も通行できるようになった。
2015年（平成23年）1月に辻堂集落内の旧道復旧工事が完了して通行止め解除となった。同時に夢翔大橋が通行止めとなり、仮設橋だった付近のバイパス（1工区）工事が開始された。
2018年（平成30年）3月18日に辻堂バイパスが全線開通した。
- 起点：奈良県五條市大塔町宇井
- 終点：奈良県五條市大塔町小代
- 全長：4.118 km
- 区分：3種3級
- 設計速度：60 km/h
- 幅員：10.5 m（標準）、8.5 m（橋梁・トンネル部分）
- 車線：2車線

#### 主な構築物

##### 新宇井橋

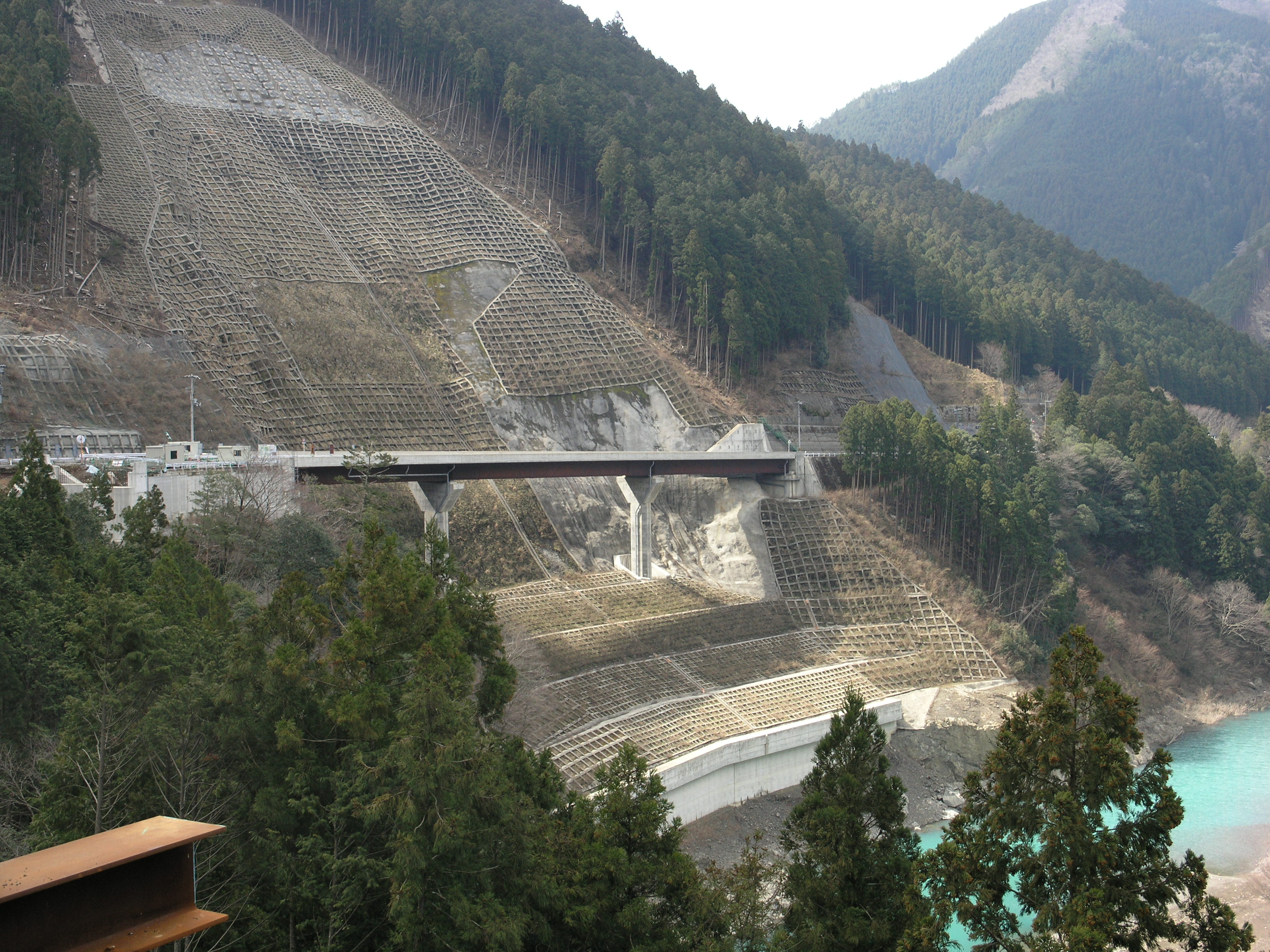
新宇井橋（2012年3月撮影）

2004年（平成16年）8月に発生した大規模地すべり跡の斜面上に架橋された。
主要諸元
- 所在地 ： 奈良県五條市大塔町宇井
- 構造形式 ： 3径間連続鋼床版鈑桁橋
- 橋長 ： 140 m
- 標準幅員 ： 8.5 m（2車線）
- 供用開始日時 ： 2008年3月18日 午前6時[26]

##### 夢翔大橋

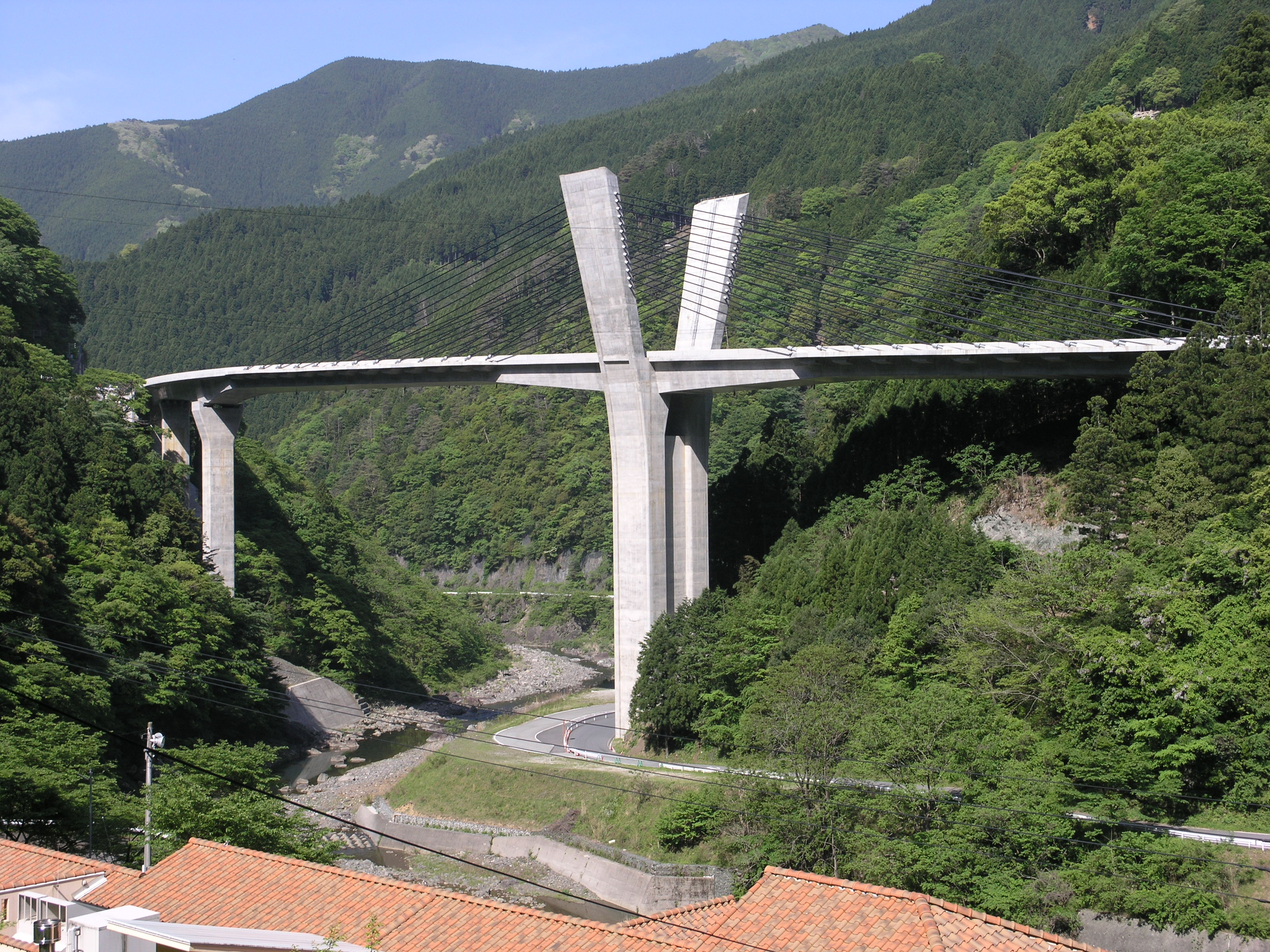
五條市大塔町辻堂・堂平地区の夢翔大橋（2011年5月撮影）

夢翔大橋（ゆめかけおおはし）は、奈良県五條市大塔町辻堂・堂平地内に架かる、PC3径間連続エクストラドーズド箱桁橋とPC2径間連続箱桁橋から構成される道路橋。
大塔町辻堂集落内の急勾配かつ狭隘部分をバイパスするために架橋された。新宮側の辻堂集落の手前から左方向へ円弧を描くように架橋され、天ノ川対岸の堂平地内に至る。2012年（平成24年）現在、堂平地区内の夢翔大橋への取付道路は工事発注（着工）しておらず、前述の仮設道路にて仮供用されている。
本橋を計画するにあたり、「大塔区間景観検討委員会」（委員長：堀繁東京大学教授）が設置され、天ノ川（熊野川）を渡河するランドマークとするべく、自然との調和と施工時の自然環境への影響を最小限にとどめることを主眼に置き、さらに耐震機能、安全性などの検証が行われた。
2007年（平成15年）3月に架橋工事を開始。最初にP4主塔を設置し、主塔から伸びた斜材（外ケーブル）で吊り下げた橋桁を両側へ均等に延ばして設置する「やじろべえ工法」により架橋された。2010年（平成22年）3月に主要工事が完成。2010年度プレストレストコンクリート技術協会作品賞を受賞。
エクストラドーズド箱桁橋部分は、P4主脚を中心に中央部両側12 mとその外側の斜材張出し長が98.5 mずつで、P2 - P3径間桁を合わせた橋長が290 mで、日本国内のエクストラドーズド橋としては有数の規模。橋桁（道路）そのものの線形が曲線のため、主塔の斜材固定部分はY字形に開いて建築限界を確保する構造となっている。
主要諸元
- 所在地 ： 奈良県五條市大塔町辻堂（新宮寄り・左岸） - 同市堂平（五條寄り・右岸）
- 構造形式 ： PC3径間連続エクストラドーズドラーメン箱桁橋
- 橋長 ： 290.0 m（新宮方面の2径間桁橋を除く）
- 支間 ： (P2) 42.25 m + (P3) 127.0 m + (P4) 118.9 m (A2) ※括弧内は橋脚番号
- 有効幅員 ： 10.51 m - 13.552 m（2車線）
- 設計 ： 長大
- 施工 ： 錢高組・昭和コンクリート工業 共同企業体
- 工期 ： 2007年（平成15年）3月16日 - 2010年（平成22年）3月26日

##### 新猿谷トンネル
現道の猿谷トンネルをバイパスする全長850 mのトンネル。2011年（平成23年）9月の紀伊半島豪雨にて現場事務所等が流される被害を受け、47日の工事中止期間があった。なお、この被災により発破用の雷管2896本が流出し、一部が回収された。
主要諸元
- 所在地：奈良県五條市大塔町小代地内
- トンネル延長：850m
- 幅員：8.5m
- 高さ：4.7m
- トンネル非常用設備・照明設備1式
- 施工：奥村組・中尾組特定建設工事共同企業体
- 工期：2010年（平成22年）3月22日 - 2013年（平成25年）3月23日

### 阪本工区
五條新宮道路のうち、五條市大塔町阪本 - 大塔町小代の未改良で残る現道約2.1 kmの区間（事業延長約1.4 km）。阪本（猿谷貯水池に架かる大塔橋の北岸）から新宮方面・小代下トンネルの手前にかけて狭隘・線形不良となっている。2014年度（平成26年度）に新規事業化された。2024年（令和6年）3月23日に開通。

## 現道改良区間
改良済みおよび改良予定区間で高規格道路区間であるものの、いわゆる「地域高規格道路」名目ではなく、現道改良事業である。旧道の拡幅を行う区間とバイパスを建設する区間がある。

### 小原 - 野尻改良区間
十津川村小原の町役場付近から同村野尻の電源開発の導水管が跨ぐ部分のやや手前までの国道168号改良区間。南から湯泉地温泉街をバイパスする区間（小原大橋、湯之原トンネル、湯之原橋）、湯之原 - 小井の現道拡幅部分、池穴、山崎集落付近の十津川に沿って蛇行する部分を短絡する区間（小井トンネル、池穴大橋、池穴トンネル、山崎大橋、山崎トンネル）、山崎トンネル出口 - 野尻の現道拡幅部分で構成される。

### 上野地バイパス
上野地バイパス（うえのじバイパス）は、奈良県吉野郡十津川村上野地を通る、国道168号バイパスである。
上野地集落中心部の真下を「上野地トンネル」で抜けるバイパスで、1998年（平成10年）11月26日に開通。観光名所の一つである谷瀬の吊り橋のある上野地集落をバイパスしているため、バイパス開通後も旧道の交通量は多い。

### 旭口道路
旭口道路（あさひぐちどうろ）は、奈良県吉野郡十津川村上野地から同村旭に至る、国道168号一般規格改良区間である。
宇宮原バイパスの南に接続する0.5 kmの区間で、現道を拡幅・線形改良して整備された。

### 宇井バイパス

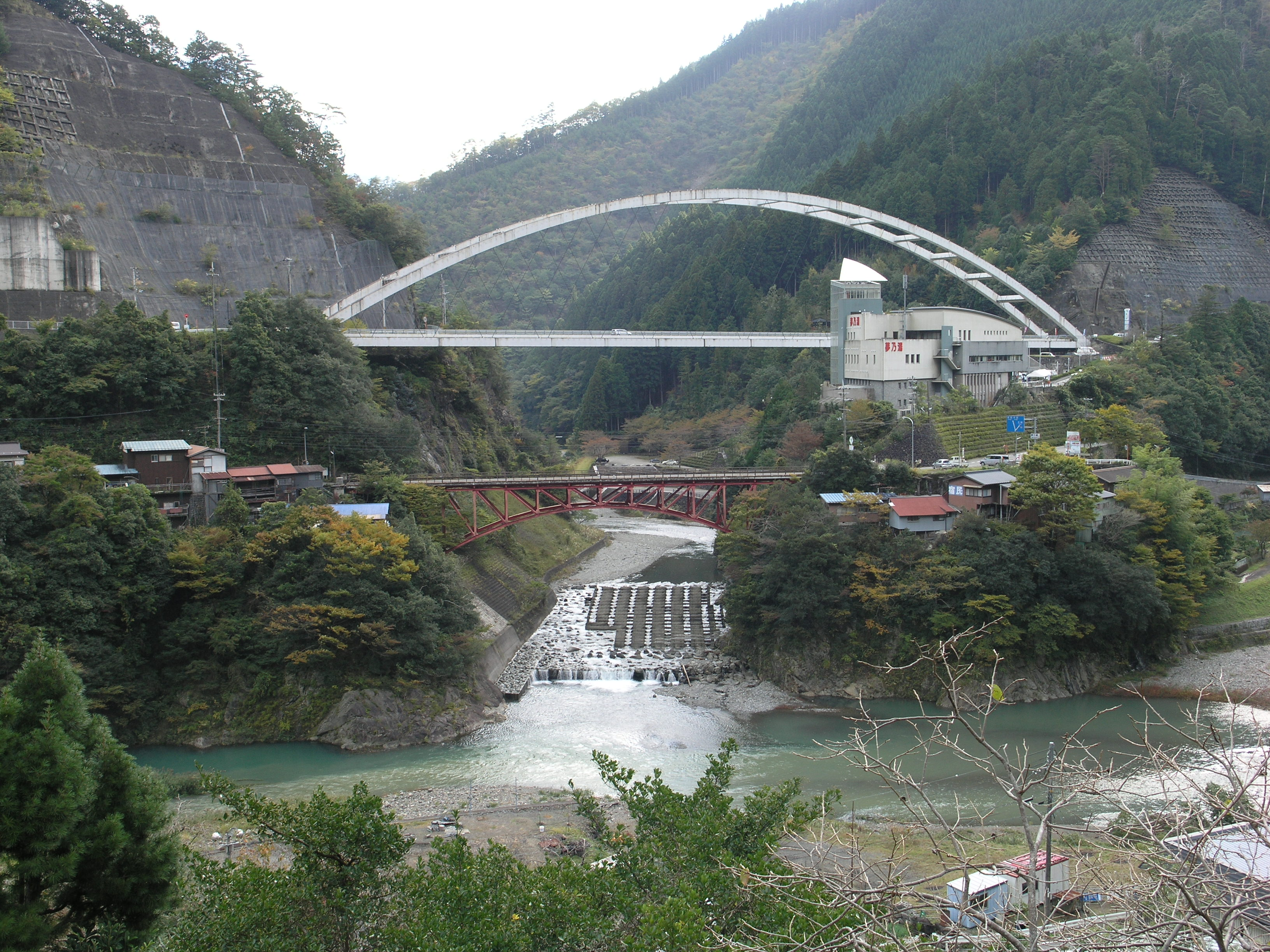
バイパスの宇井大橋（上）
旧道の宇井橋（下）

宇井バイパス（ういバイパス）は、十津川村塩鶴から五條市大塔町宇井に至る国道168号バイパスである。
1998年（平成10年）6月に全区間の供用を開始。旧大塔村宇井地内の現道が狭隘路であるため、集落よりもやや標高の高い部分をトンネルと橋でバイパスしている。城門トンネル、宇井大橋 (198 m)、ふれあいトンネル (480 m) などで構成される。
- 起点：奈良県吉野郡十津川村長殿
- 終点：奈良県五條市大塔町宇井
- 全長：2.2 km
- 車線：2車線

## 未改良区間
2024年（令和6年）時点で、奈良県内に下記のおもな未改良区間がある。和歌山県内は、2014年（平成26年）3月22日の日足道路全面開通により、県内の狭隘部分が解消し、ほぼ全線が改良済みとなった。

### 十津川道路 II期区間
（狭義の）十津川道路と七色工区の間の未改良区間。約5.6 km。2020年度（令和2年度）に新規事業化された。現道は十津川村平谷の十津川温泉街を通りぬける。道幅はある程度確保されているものの線形不良で、急斜面に張り付くように設置されているため、土砂崩れの被害が頻発している。2014年（平成26年）1月4日の土砂崩れで該当部分が通行止めとなった（復旧済み）。

### 風屋川津・宇宮原工区
五條新宮道路の「風屋川津工区」（十津川村川津 - 同 風屋 - 同 野尻 間）および「宇宮原工区」（十津川村宇宮原 - 同 上野地） の延長計約6.7 kmについて、2013年（平成25年）4月16日に国土交通省から2013年度（平成25年度）の新規事業化候補個所として、新規事業採択時評価の手続きに着手することが公表された。2014年度（平成26年度）に新規事業化された。
該当区間は既に一部区間が「川津道路」および「上野地バイパス」として供用済みであるが、その前後の区間が未改良区間として残っている。線形の悪い区間であり、発表資料の地図では風屋川津工区では風屋地区を北へ大きく迂回するよう描かれている。また、宇宮原工区は前述の改良区間（旭口道路）もバイパスする。

### 長殿道路
長殿道路（ながとのどうろ）は、2012年（平成24年）に国による権限代行として新規事業化された。
宇宮原バイパスと宇井バイパスの間の未整備区間（区間長約2.6 km）について、奈良県は平成23年台風第12号の影響による道路崩壊の復旧・復興を、国が直轄事業として実施することを要望していた。2012年1月11日に国土交通省の2012年度新規事業化候補箇所の新規事業採択時評価手続きの対象の一つに挙がったことが公表された。
塩鶴地区の地すべり土塊や、長殿集落南にある寺谷川のテラ谷などの災害頻出地を大きく迂回する為に、現道から十津川を対岸に渡って長大トンネルでバイパスするルートが図示されている。
用地取得進捗率約62％、事業進捗率約39％（令和5年3月末時点）

### 新天辻工区
新天辻工区は、2017年度（平成29年度）末に新規事業採択された。
現道の新天辻トンネル前後、阪本橋の右岸付近から宗川野橋付近までの急勾配・急カーブが続く現道約11.4 kmの区間（五條市大塔町阪本 - 同 西吉野町阪巻、事業延長約7.2 km）。新天辻トンネルが狭隘となっており大型車のすれ違いが困難。トンネルの前後は幅員は確保されているものの前後の標高差が大きく急勾配・急カーブが続く区間であり、積雪や降雨による通行規制がたびたび起こっている。
現道から大きく東へ迂回し、旧五新線天辻トンネルに並行する形でルート計画が図示されている。